# Lepidophyma smithii
La lagartija nocturna de Smith (Lepidophyma smithii) es una especie de lagarto que pertenece a la familia Xantusiidae. Es nativo de México, Guatemala y El Salvador. Su rango altitudinal oscila entre 400 y 1300 m s. n. m..